# Guillaume Raskin
Pour les articles homonymes, voir Raskin.
Guillaume Raskin, dit Guy Raskin, né à Vreren le 16 mars 1937 et mort à Munsterbilzen le 16 novembre 2016, est un footballeur international belge.
Il a été défenseur au Royal Beerschot AC et au Standard de Liège.
Il a joué 20 fois en équipe de Belgique de 1960 à 1964.
Après sa carrière de joueur, il est brièvement entraîneur dans les séries inférieures.

## Palmarès
- International belge A de 1960 à 1964 (20 sélections)
- Vainqueur de la Coupe de Belgique en 1966 et 1967 avec le Standard de Liège
- Finaliste de la Coupe de Belgique en 1968 avec le K. Beerschot VAV